# Oku no Hosomichi

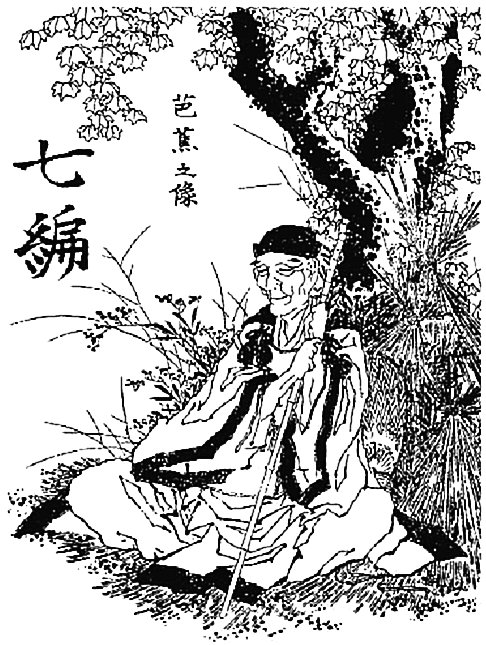
Bashō per Hokusai

El títol Oku no Hosomichi (en japonés: 奥の細道) es tradueix com 'camí estret de l'interior' i és l'obra mestra i més coneguda del poeta japonés Matsuo Bashō (1644-1694).

## Característiques
El text està escrit en forma de llibre de viatge, i narra el seu periple a peu, èpic i perillós, pel Japó feudal. Tot i que l'obra ha inspirat molts escriptors, també ha contribuït a seguir els seus passos. En un dels passatges més cèlebres, Basho diu que "cada dia és un viatge, i el viatge mateix és la casa". Parlant d'Oku no Hosomichi, Kenji Miyazawa digué: "És com si l'haguera escrit l'ànima del Japó".

## Argument
Oku no Hosomichi fou escrit durant un viatge fet per Bashō en la primavera de l'any 1689. Marxà amb el seu company de viatge Sora d'Edo (avui conegut com a Tòquio) cap a la regió d'Oku, sobretot animat per veure els indrets sobre els quals havien escrit els poetes antics. Imitava a Saigyō, a qui Bashō havia lloat com l'escriptor de waka més gran. Bashō intentà visitar tots els llocs que s'esmenten en la poesia de Saigjô. Viatjar era molt perillós en aquest temps, i el seu viatge durà 156 dies, hi feu milers de quilòmetres, sobretot a peu.

## Estructura
El text és una barreja de prosa i vers, i inclou moltes referències a Confuci, Saigyō, la poesia antiga xinesa, i fins i tot el Heike monogatari. Aconsegueix mantenir un equilibri delicat entre aquests elements dispars. Bashō en aquest llibre de viatge comunica l'essència poètica de cada indret que visita.

Després del viatge, passà cinc anys revisant els poemes i la prosa d'Oku no Hosomichi abans de publicar-lo. Com es pot veure en les variades versions de la història, el diari de Sora i la versió final, Bashō s'hi prengué algunes llibertats artístiques. Per exemple, segons el Senjushu, que s'atribueix a Saigyō, el narrador passa per Eguchi, on a causa d'una tempesta cerca recer en la caseta d'una prostituta: mantenen un diàleg poètic abans de ficar-se al llit. Bashō inclou una escena semblant en Oku no Hosomichi, però Sora n'omet tot esment.